# 恋手紙
『恋手紙』（こいてがみ）は、2008年3月5日に発売された日本の歌手・奥華子の3枚目のアルバム。

## 解説
- 2枚目のアルバム『TIME NOTE』の後にシングルリリースされた2曲と、新曲9曲で構成されている。
- このアルバムの収録曲により、奥華子CONCERT TOUR '08 〜2nd Letter〜 (全国22か所) が開催されている。
- 初回出荷分のみ、スリーブケース入りとなっている。

## 構成・収録曲
- PCCA-02620

1. 最終電車
2. しあわせの鏡
3. DROP
4. 空に光るクローバー - 『ちーちゃんは悠久の向こう』主題歌 (6th)
5. 透明傘
6. 迷路
7. 太陽の下で - サンストリート浜北イメージソング
8. 三度目の冬
9. 鏡
10. めぐり逢う世界
11. 手紙 (6th)

## 演奏
- 奥華子
  - Vocal
  - Keyboards (#1.2.4-8.10.11)
  - Piano (#3.9)
  - Arrangement (#4.6)
- 上杉洋史：Arrangement, Keyboards & Programming (#1.2.3.6)
- 河村“カースケ”智康：Drums (#3.11)
- 松原秀樹：Bass (#3)
- 秋山浩徳：Guitars (#3)
- 斎藤茂彦：Arrangement & Synthesizer Manipulator (#7)
- 本多俊之：Arrangement (#10)
- 中川貴美子ストリングス：Strings (#10)
- 藤田乙比古：French Horn (#10)
- 佐藤準：Arrangement (#11)
- 田代耕一郎：Guitars (#11)
- Aquarius Strings：Strings (#11)
- 山崎哲雄：Programming (#11)